# Canaiolo nero

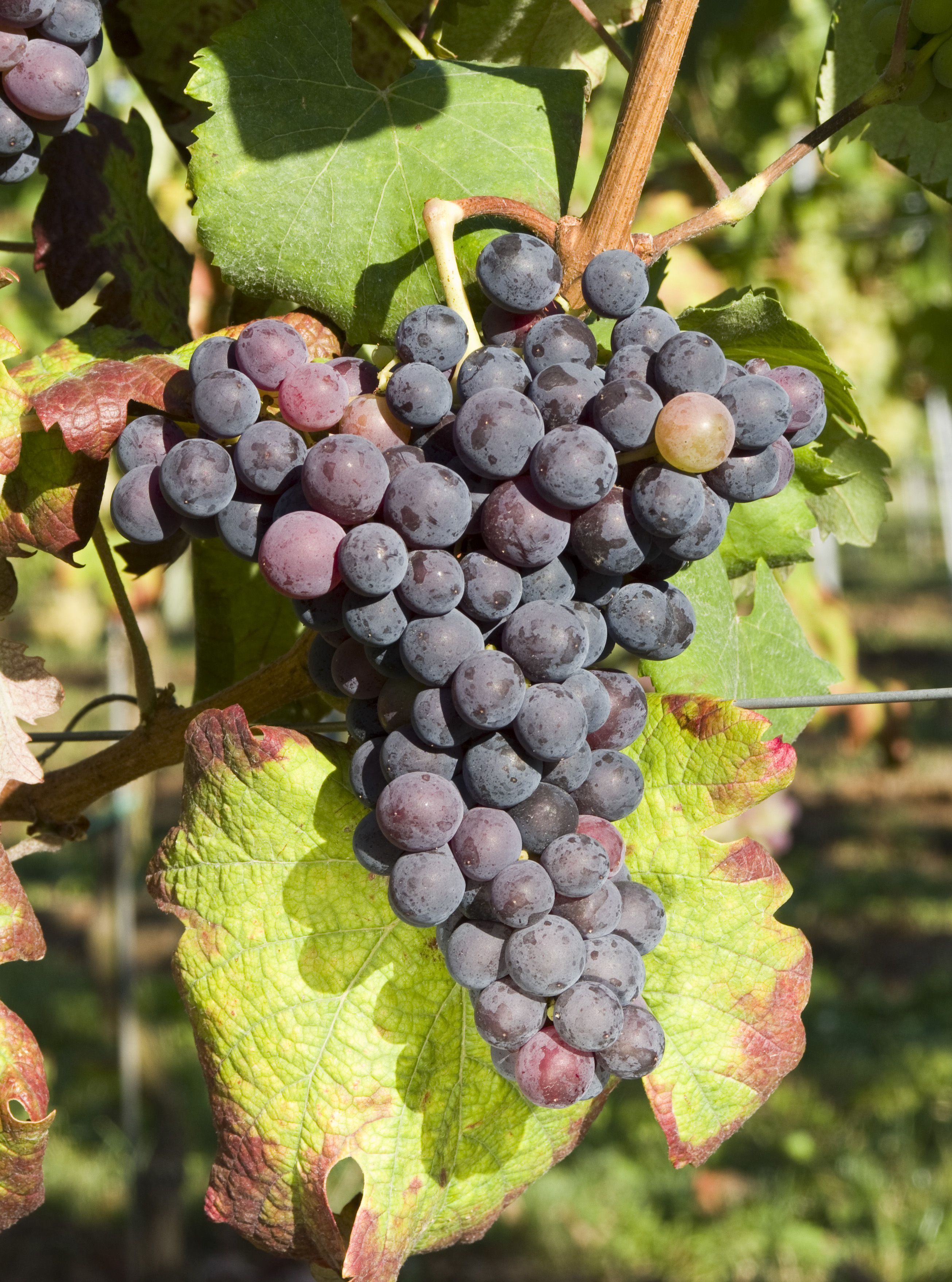
Canaiolo Nero

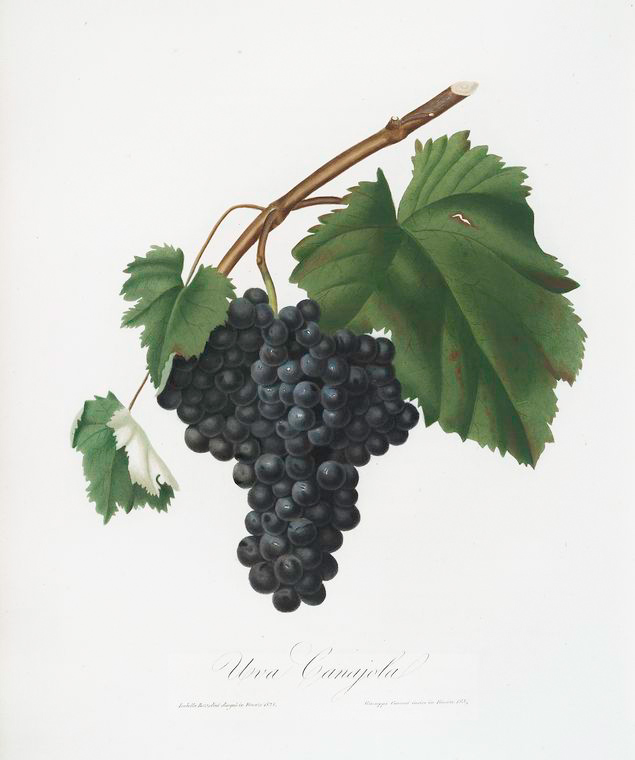
Canaiolo nero aus «Pomona Italiana»

Canaiolo Nero oder einfach nur Canaiolo ist eine alte Rotweinsorte aus Italien. Ihr Anbau beschränkt sich auf Mittelitalien und Sardinien.

## Herkunft
Ist eine alte autochthone Rebsorte von Italien – Region Toskana.
In manchen Quellenangaben wird vermutet, dass die sehr alte Sorte bzw. ein Vorfahre bereits den Etruskern bekannt gewesen sei und deshalb als Vitis vinifera etrusca bezeichnet wurde.
Sicher wurde diese italienische Rotweinsorte bereits im Jahre 1303 vom Gelehrten Petrus de Crescentiis (1230–1321) erwähnt. In einem Werk von Agronomen Giovanni Soderini (1526–1596) wurde sie unter dem Namen ‘Canaiuola’ Ende des 16. Jahrhunderts, als eine der besten toskanischen Sorten gepriesen. Vom Baron Ricasoli (1809–1880) empfohlenen Chianti-Rezept spielte die Sorte eine wichtige Rolle und war vom 18. bis zum 19. Jh. sogar wichtiger als die heutige Hauptrebsorte ‘Sangiovese’.

## Ampelographische Sortenmerkmale
- Die Triebspitze ist offen. Sie ist stark wolligweiß behaart, mit leichtem rötlichem Anflug.
- Die jungen Blätter sind wollig behaart und sind rötlich gefärbt.
- Die dicken Blätter sind rundlich, mittel bis stark fünflappig. Die Stielbucht ist elliptisch ausgeformt, wobei die Enden der Stielbucht überlappen. Das Blatt ist stumpf gezähnt. Die Zähne sind mittelgroß. Die Blattoberfläche ist leicht blasig.
- Die walzenförmige Traube ist manchmal geschultert, mittelgroß bis groß. Die rundlichen bis ovalen Beeren sind mittelgroß und von blauschwarzer Farbe.

Reife: spät – reift ca. 35 Tage nach dem Gutedel.

## Eigenschaften
Sie hat einen schwachen Wuchs und bringt nur geringe Erträge. Besitzt eine sehr gute Resistenz gegen Traubenfäule.
In Umbrien gibt es auch eine weiße Variante, Drupeggio (im Orvieto auch unter dem Synonym Canaiolo Bianco bekannt).

## Verbreitung
Als Bestandteil des Chianti ist die Sorte vor allem in der Toskana verbreitet. Weniger häufig ist sie in anderen mittelitalienischen Weinbaugebieten zu finden, so in Latium, Ligurien, Marken, Sardinien und Umbrien. Zugelassen ist die Rebsorte in den DOC-Weinen Barco Reale di Carmignano, Carmignano, Chianti, Chianti Classico, Colli dell’Etruria Centrale, Colli Etruschi Viterbesi, Colline Lucchesi, Lago di Corbara, Maremma Toscana, Montecarlo, Rosso di Montepulciano, Rosso Orvietano, San Gimignano, Torgiano, Torgiano Rosso Riserva und Vino Nobile di Montepulciano.
In den 1990er Jahren lag die bestockte Rebfläche bei 4.306 ha. 2013 betrug die weltweite Anbaufläche nur mehr 1068 ha.
Im Jahre 2010 wurden für Canaiolo Nero 1.068 Hektar (2000 waren es noch 2.304 ha) und für Canaiolo Rosa nur mehr 1 ha (114 in 2000) ausgewiesen.

## Wein
In der Regel bringt die spät reifende, ertragsarme Sorte ungemein farbintensive, körperreiche und samtige Rotweine mit einem leichten Bitterton. Sie wird fast ausschließlich als Verschnittpartner für den Sangiovese verwendet.

## Synonyme
Synonyme: 50: Cacchiume Nero, Caccione Nero, Cacciuna Nera, Cagnina, Calabrese, Canaiola, Canaiolo, Canaiolo Borghese, Canaiolo Cascolo, Canaiolo Colore, Canaiolo Grosso, Canaiolo Nero A Raspo Rosso, Canaiolo Nero Comune, Canaiolo Nero Grosso, Canaiolo Nero Minuto, Canaiolo Pratese, Canaiolo Romano, Canaiolo Rosa, Canaiolo Rosso Piccolo, Canaiolo Toscano, Canaiuola, Canaiuolo, Canajolo, Canajolo Lastri, Canajolo Nero Grosso, Canajolo Piccolo, Canajuola, Canajuolo Nero Comune, Canina, Cannaiola, Cannaiola di Marta, Cannaiola Macchie di Marta, Cannajola, Colore, Colore Canino, Merla, Tindillaro, Tindilloro, Uva Canaiolo, Uva Canajola, Uva Canajuola, Uva Canina, Uva Colore Canaiola, Uva dei Cani, Uva Donna, Uva Fosca, Uva Grossa, Uva Marchigiana, Uva Merla, Vitis Vinifera Etrusca.